# Volgelsheim
Volgelsheim ist eine französische Gemeinde mit 2714 Einwohnern (Stand 1. Januar 2022) im Département Haut-Rhin in der Region Grand Est (bis 2015 Elsass). Die Gemeinde ist Sitz des Gemeindeverbandes Communauté de communes Alsace Rhin Brisach. Die Bewohner werden Volgelsheimois und Volgelsheimoises genannt.

## Geographie
Die Gemeinde Volgelsheim liegt im französischen Teil der Oberrheinebene unweit des Rheins etwa auf der Höhe von Breisach. Nachbargemeinden sind im Norden Biesheim, im Osten Vogelgrun, im Süden Algolsheim, im Südwesten Weckolsheim sowie im Westen Wolfgantzen und unmittelbar anschließend Neuf-Brisach. Bei Volgelsheim mündet der Rheinseitenkanal in den Rhein und an gleicher Stelle zweigt der Canal de Colmar ab – früher ein Seitenkanal des Rhein-Rhône-Kanals. Im Westen von Volgelsheim verläuft ein ehemaliger Abschnitt des Rhein-Rhône-Kanals.

## Geschichte
Volgelsheim wurde erstmals 739 unter dem Namen Folcoaldeshaim erwähnt. Der Ortsname veränderte sich im Laufe der Jahrhunderte mehrmals bis zur heutigen Schreibweise. Von 1871 bis 1918 gehörte Volgelsheim mit dem Reichsland Elsass-Lothringen zum Deutschen Kaiserreich. In dieser Zeit wurde 1880 der Bahnhof mit der damaligen Bezeichnung „Neubreisach Bahnhof“ an der Bahnstrecke Freiburg–Colmar im preußischen Stil erbaut, an dem später die Bahnstrecke Neuf-Brisach–Bantzenheim abzweigte, sowie 1902 eine Kaserne der preußischen Armee. Der Bahnhof war 1937 im Film Die große Illusion von Jean Renoir zu sehen.
Bis 1992 war Volgelsheim Garnison der französischen Armee (Caserne Abbatucci).
| Jahr                       | 1962 | 1968 | 1975 | 1982 | 1990 | 1999 | 2011 | 2021 |
| -------------------------- | ---- | ---- | ---- | ---- | ---- | ---- | ---- | ---- |
| Einwohner                  | 954  | 1181 | 1930 | 2570 | 2695 | 2382 | 2368 | 2702 |
| Quellen: Cassini und INSEE |      |      |      |      |      |      |      |      |

## Verkehr
Südlich des Ortes verläuft die Départementsstraße D 415, vom Rheinübergang Breisach kommend in Richtung Colmar. Im Nordosten des Gemeindegebietes befindet sich der Rheinhafen Port Rhénan Colmar Neuf-Brisach, an dem mit rund 30 Mitarbeitern 1,5 Millionen Tonnen Güter pro Jahr zwischen Schiff, Eisenbahn und Lastkraftwagen umgeschlagen werden. Als Ersatz für die bislang auf französischer Seite noch nicht wieder mit Personenzügen befahrene Bahnstrecke Freiburg–Colmar verkehrt zwischen Breisach und Colmar mehrmals täglich die Buslinie R26 bzw. 68R026 mit drei Halten in Volgelsheim. Ein linksrheinischer Abschnitt des Rheinradweges EuroVelo-Route EV15 sowie der Europäische Radwanderweg Freiburg–Colmar durchqueren Volgelsheim.

## Sehenswürdigkeiten
Von Volgelsheim fährt eine Museumseisenbahnlinie auf einem 13 km langen Teilstück der ehemaligen Bahnstrecke nach Marckolsheim. Bahnfahrten werden von Mai bis September an Sonn- und Feiertagen in Verbindung mit einer Schifffahrt auf dem Rhein vom Verein Chemin de Fer Touristique du Rhin angeboten.

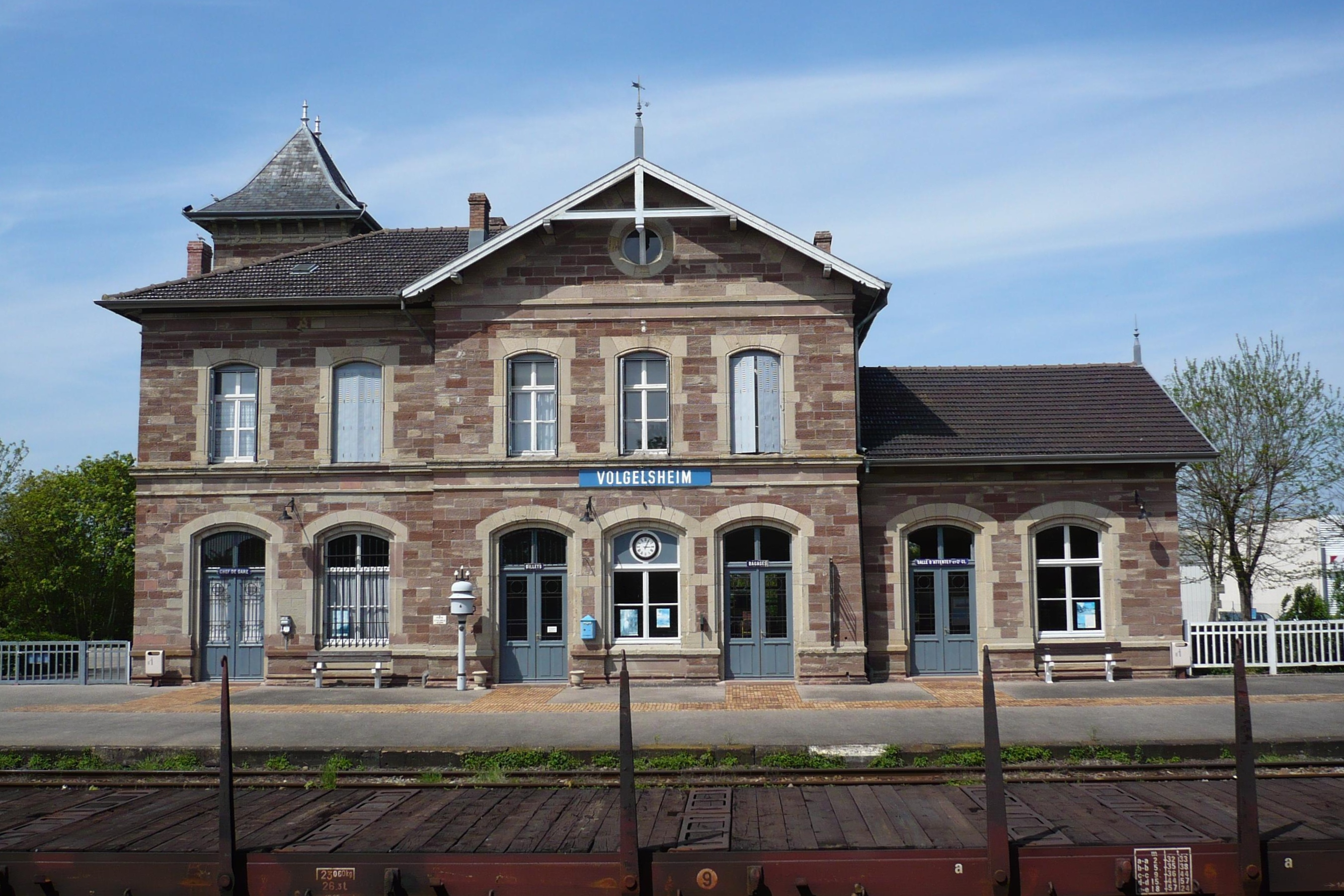
Bahnhof Volgelsheim
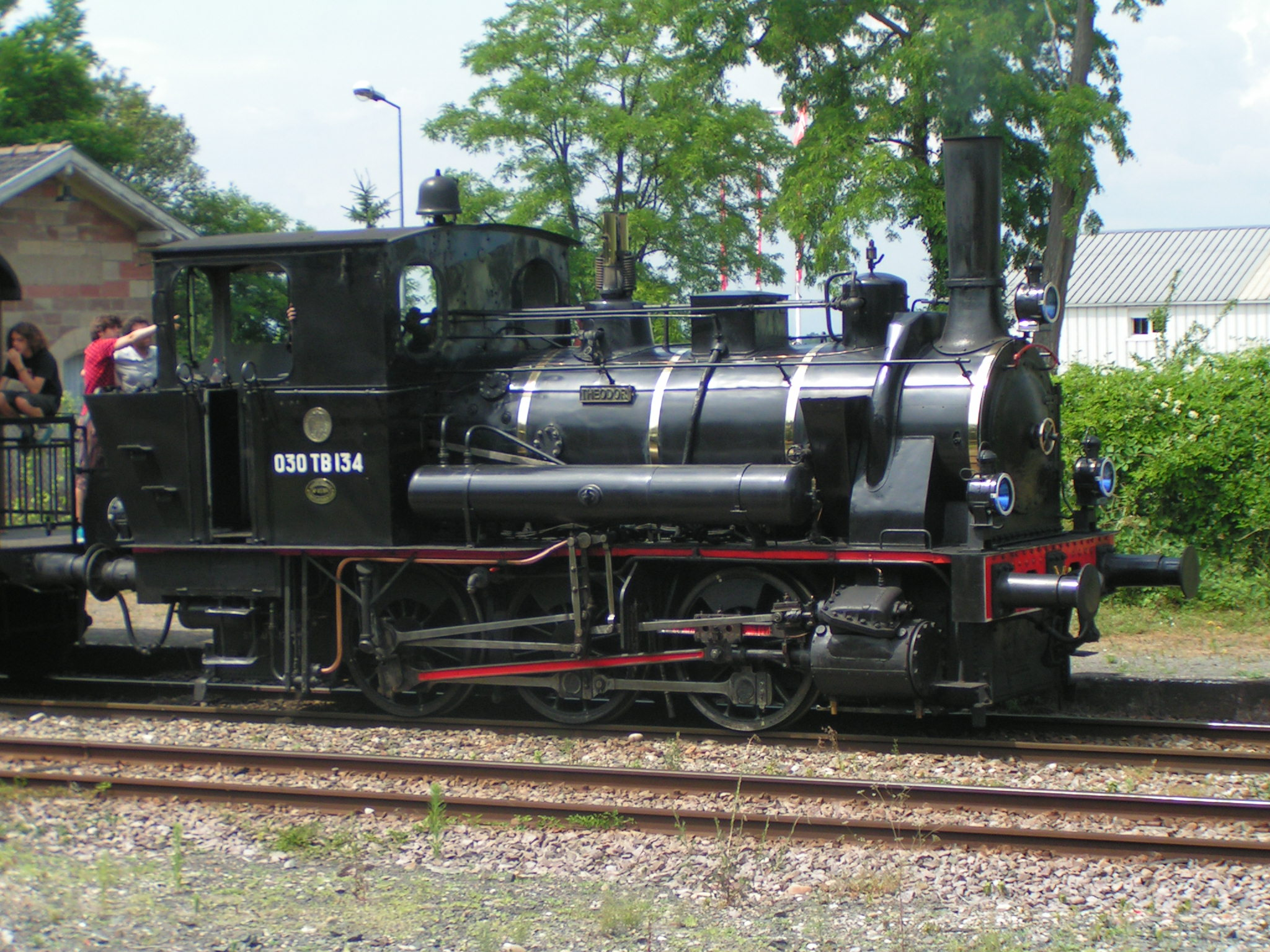
Lokomotive der Museumseisenbahn CFTR
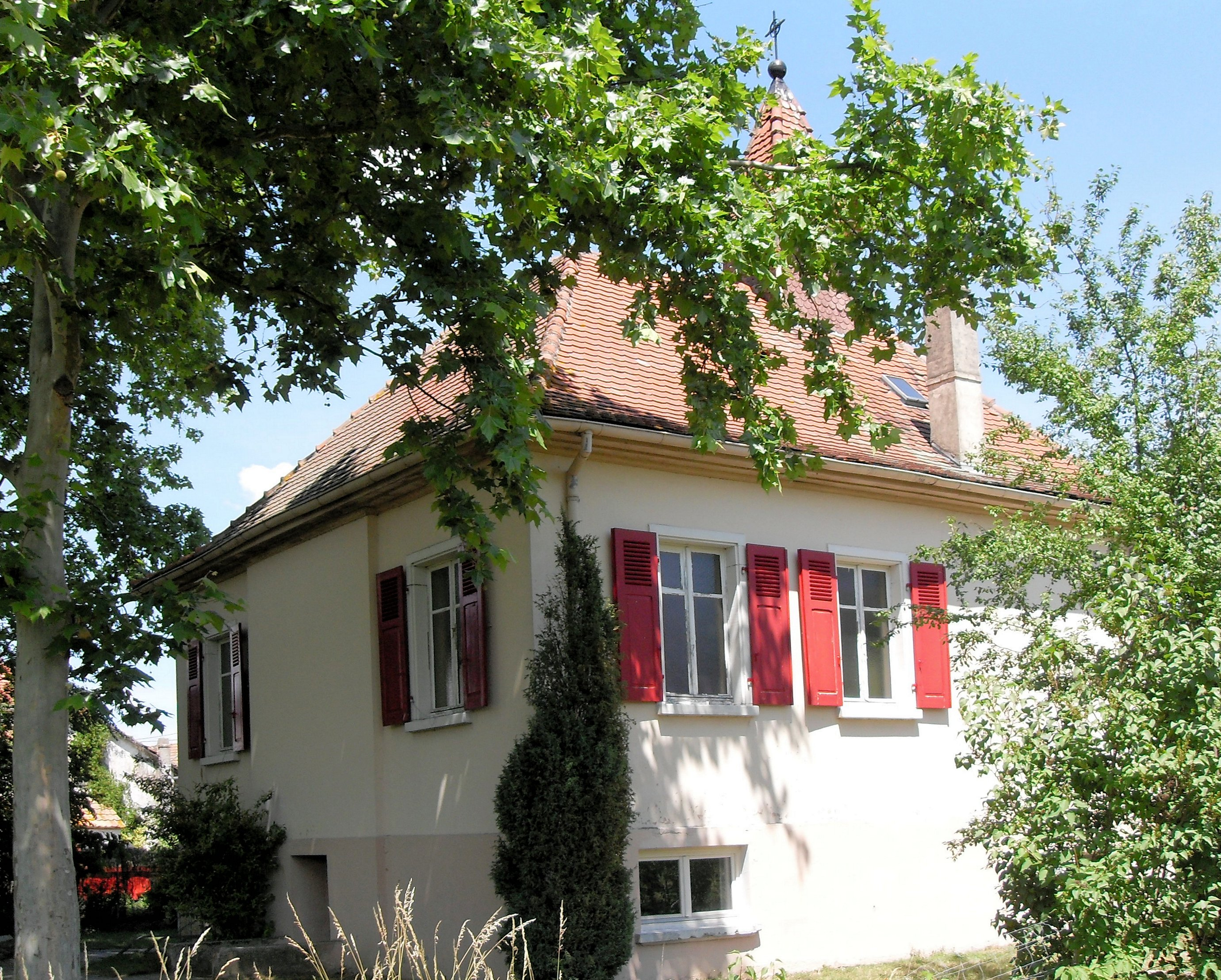
Evangelische Kapelle
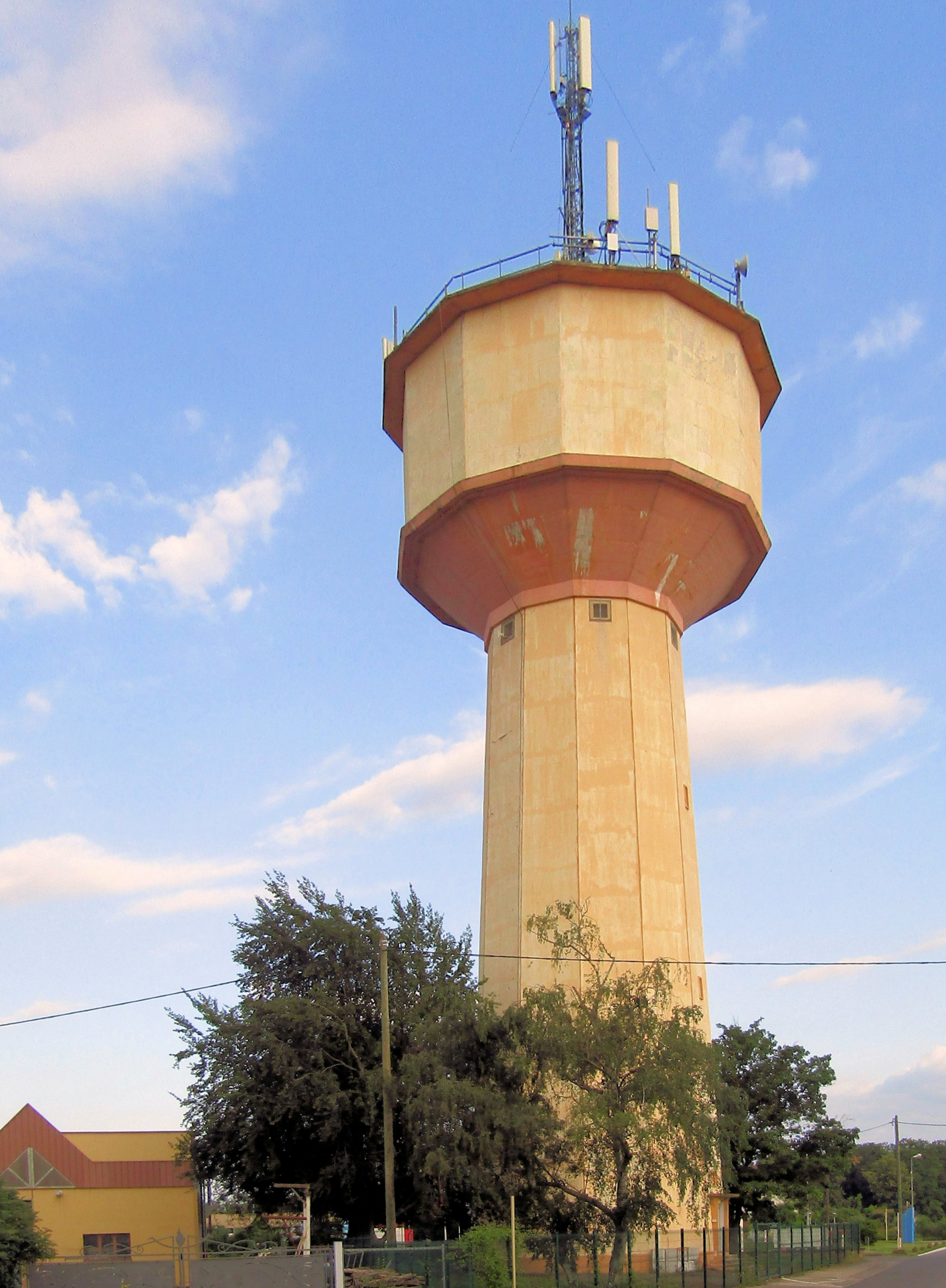
Wasserturm